# Hill House

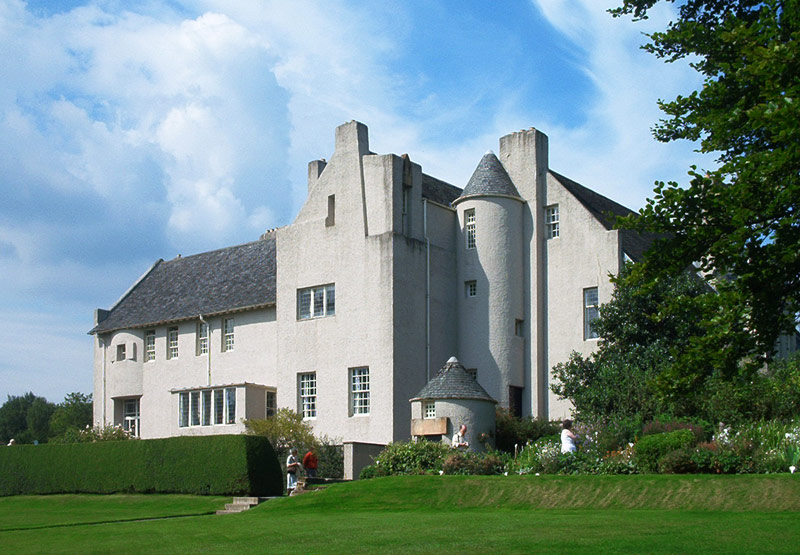
Hill House

A Hill House (literalmente "Casa da Colina" em português) é uma casa museu situado em Helensburgh, na Escócia, conhecida por ser uma das obras-primas do arquiteto escocês Charles Rennie Mackintosh, ao lado do prédio da Escola de Arte de Glasgow.
A Hill House foi construída entre 1902 e 1904 — no então inovador estilo Arts & Crafts — para ser a residência do editor Walter Blackie, tendo sido doada em 1982 para o National Trust for Scotland, o qual cuida de sua manuntenção e gerencia as visitações. O último andar da mansão é arrendado para o Landmark Trust e usado para acomodação em feriados.
Além de projetar a casa, Mackintosh também desenhou, juntamente com a esposa, o interior dos quartos, suas mobílias e outros adereços. A atenção do arquiteto para os mínimos detalhes era tanta que ele chegou a prescrever as cores de arranjos florais que Blackie poderia pôr sobre uma mesa da sala de estar, para não entrar em conflito com o resto da decoração.

## Galeria

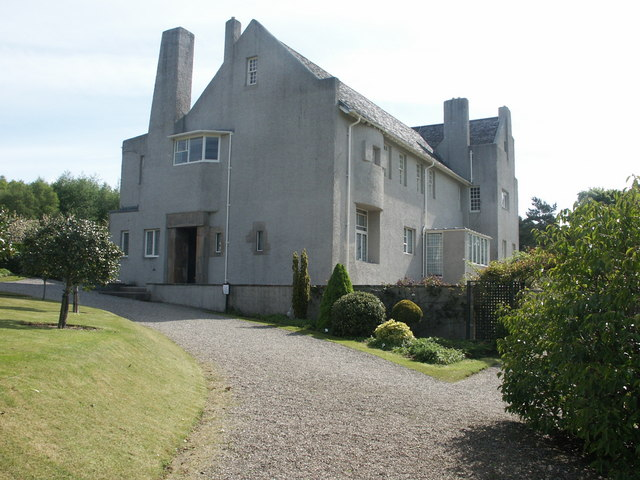
A entrada da Hill House
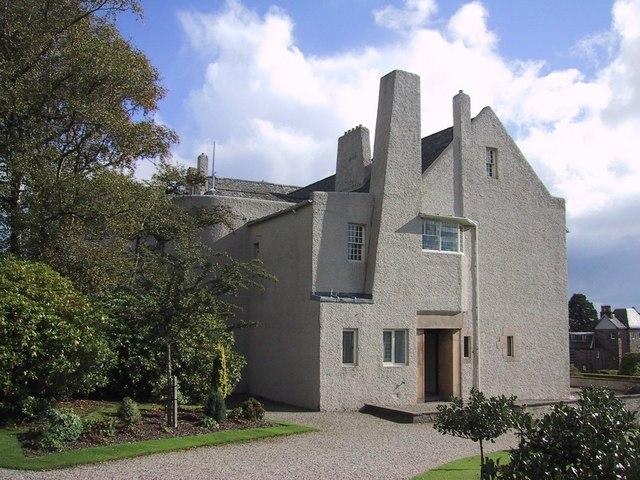
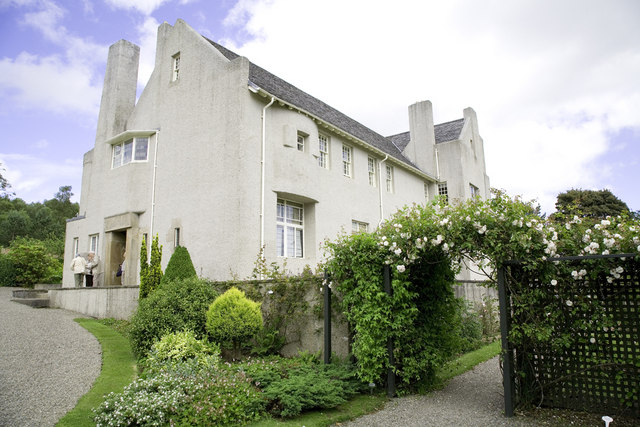
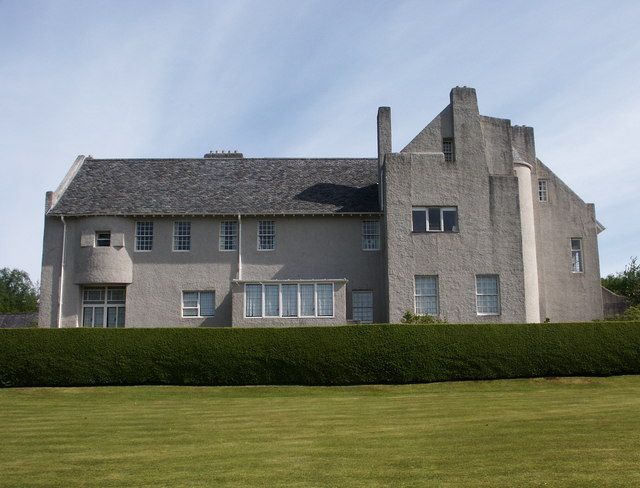
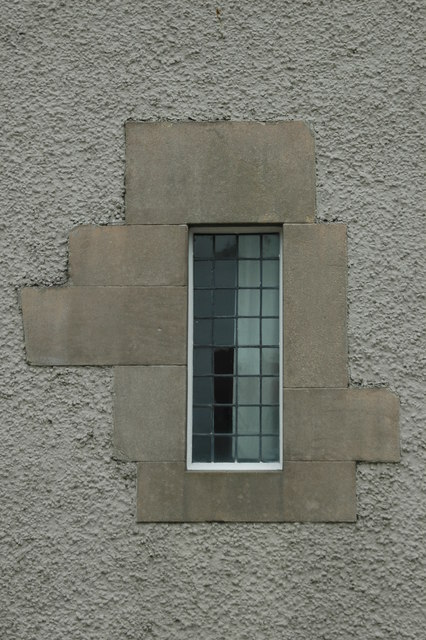
Detalhe de janela